# Pteris hivaoaensis
Pteris hivaoaensis là một loài dương xỉ trong họ Pteridaceae. Loài này được Lorence & K.R.Wood mô tả khoa học đầu tiên năm 2011.
Danh pháp khoa học của loài này chưa được làm sáng tỏ. 